# Antonio Momplet
Antonio Momplet (Cádiz, 1899-Cadaqués, Gerona, 10 de agosto de 1974)  fue un guionista y director de cine que tuvo una extensa carrera profesional en su país, en Argentina y en México . Su nombre completo era Antonio Momplet Guerra.

## Sus inicios en el cine
Antonio Momplet estudió en Barcelona donde trabajó como periodista, representante de artistas, traductor y adaptador de diálogos de películas extranjeras y como director de espectáculos escénicos. En 1927 pasó a residir en París, Francia y allí trabajó para los Estudios Gaumont y colaboró en 1931 con el director Maurice Tourneur en el filme Maison de danses. A principios de la década de los treinta fundó la revista Cine Art, que le dio prestigio como crítico y teórico de cine.

## Primeras películas en España
En 1935 dirigió su primera película en España, el filme Hombres contra hombres, un filme pacifista insólito para la época, ambientado en la Primera Guerra Mundial en el cual se intercalan imágenes de archivo, que fue elogiado por la crítica.

## El filmeLa farándula
La productora Unión Film, una sociedad que incluso pretendía levantar estudios propios, desapareció al poco de haber nacido, y su director general Antonio Lasierra se propuso producir por su propia cuenta el filme La farándula con la dirección de Antonio Momplet. Es la única película en la que participó el gran cantante Marcos Redondo de la que se localizó una copia en la Filmoteca de Cataluña. La música es de Martínez Valls y Luna, entre otros, y se la pensó durante la República como una plataforma para la música popular española, siendo considerada como el primer musical de la historia del cine hispano. La película narra las peripecias de una humilde compañía de zarzuela que gira de pueblo en pueblo y que acaba triunfando, con Marcos Redondo de galán.
El rodaje comenzó en los “Estudios Orphea Film” de Barcelona a mediados de noviembre de 1935, pero al cabo de unos días se acabó el dinero y el equipo se dispersó. Momplet, sin embargo, persistió con el proyecto, buscando otros canales de financiación y procurando filmar lo que pudiera y donde pudiera. Logró reunir a los actores, primero en los estudios Cinearte (Madrid) y, unos meses después, de nuevo en Barcelona, aprovechando la convocatoria que había tenido el filme La millona que había dirigido basada en la obra teatral homónima de Enrique Suárez de Deza. Aunque no parece probable que La farándula quedara concluida con las tomas realizadas en junio en los estudios Lepanto, si faltaba alguna parte del metraje, el inicio de la guerra civil española le impidió completarla. El material filmado pasó a manos del montador Nilo Masó que, una vez terminada la guerra, lanzó al mercado a través de su propia empresa (Hispano Nacional Films) una copia pobre, breve e inconexa, ignorándose entre qué fechas se efectuó dicho montaje.

## Exilio en Argentina y México
En 1937 escapando de la guerra civil viajó a Argentina, donde dirigió ocho largometrajes: Turbión (1938), Novios para las muchachas (1941), En el viejo Buenos Aires (1941) y Los hijos artificiales (1943), entre otros. Viajó luego a México donde en 1944 escribió en colaboración el guion de El corsario negro según la novela homónima de Emilio Salgari que luego dirigiría Chano Urueta y escribió y dirigió la película Amok, según la historia del mismo nombre de Stefan Zweig con la actuación de María Félix, Julián Soler y Stella Inda. Posteriormente vendrían Vértigo (1946), A media luz o Senda sin culpa (1946) y Bel Ami o El buen mozo (1946), que fue preseleccionada como candidata para el Ariel de 1948, en las categorías Mejor Película y Mejor Dirección.
También escribió los guiones de El que murió de amor sobre el cuento homónimo de Théophile Gautier, dirigida por Miguel Morayta Martínez en 1945, La mujer de todos, sobre la obra de teatro homónima de Robert Thoeren que estaba basada en la novela La dama de las camelias, de Alejandro Dumas (hijo) dirigida por Julio Bracho en 1946 y Lágrimas de sangre, dirigida por Joaquín Pardavé el mismo año, entre otros.
En 1946 regresó a Buenos Aires y dirigió La cumparsita (1947), La otra y yo (1947), Yo no elegí mi vida (1949), Toscanito y los detectives (1950) y Café cantante (1951).

## Retorno a España
En 1952 reinició la dirección de películas en España con La hija del mar (1953), versión de la obra de teatro homónima de Ángel Guimerá, a la que siguieron Viento del norte (1954) protagonizada por Enrique Álvarez Diosdado que obtuvo el premio como Mejor Actor en el Festival Internacional de Cine de San Sebastián de 1954, Las de Caín (1959) y Julia y el celacanto (1961), entre otras. En 1964 dirigió El sheriff terrible y escribió el argumento de Jandro, dirigida por Julio Coll, retirándose a continuación y pasando a residir en Cadaqués, donde murió el 10 de agosto de 1974.
Director
- El sheriff terrible (1962)
- El gladiador invencible (1962) (como Anthony Momplet)
- Julia y el celacanto (1961)
- Las de Caín (1959)
- Buongiorno primo amore!  (1957) (versión española)
- Viento del norte (1954)
- La hija del mar (1953)
- La mujer sin lágrimas (1951)
- Café cantante (1951)
- Toscanito y los detectives (1950)
- Yo no elegí mi vida (1949)
- La otra y yo (1949)
- La cumparsita (1947)
- Bel Ami (1947/I)
- A media luz (1947)
- Vértigo (1946)
- Remolino de pasión (1945)
- Amok (1944)
- Los hijos artificiales (1943)
- En el viejo Buenos Aires (1942)
- El hermano José (1941)
- Novios para las muchachas (1941)
- Turbión (1938)
- Hombres contra hombres (1937)
- La millona (1937)
- La farándula (1935)

Guionista
- Jandro (1965)
- El gladiador invencible (1962) (como Anthony Momplet)
- Julia y el celacanto (1961)
- Viento del norte (1954)
- Café cantante (1951)
- A media luz (1947)
- Lágrimas de sangre (1946)
- La mujer de todos (1946)
- Vértigo (1946)
- El que murió de amor (1945)
- Amok (1944)
- El corsario negro (1944)
- Los hijos artificiales (1943)
- Napoleón (1941)
- Turbión (1939)
- Hombres contra hombres (1937)
- La millona (1937)
- Petróleo (1936)

Productor
- El gladiador invencible (1962) (como Anthony Momplet)

## Candidaturas a premios
El buen mozo (1946), fue preseleccionada como candidata para el Ariel de 1948, en las categorías Mejor Película y Mejor Dirección.